# Zalamea la Real
Zalamea la Real is een gemeente in de Spaanse provincie Huelva in de regio Andalusië met een oppervlakte van 239 km². In 2007 telde Zalamea la Real 3477 inwoners.